# Plácido Rosas
Plácido Rosas es una localidad uruguaya del departamento de Cerro Largo, y es sede del municipio homónimo.

## Ubicación
La localidad se encuentra situada en la zona sureste del departamento de Cerro Largo, sobre las costas del río Tacuarí (límite con el departamento de Treinta y Tres), a la altura del Paso del Dragón, y junto a la ruta 18.

## Historia
La zona es conocida también por su antiguo nombre que fue Paso del Dragón, el cual proviene del sobrenombre que se le daba a un oficial que participó de la guerra de la independencia y que se le conocía como el Capitán Dragón. Este capitán sirvió en el regimiento de Dragones Libertadores y  vivió muchos años en las cercanías de este paso. La estación de trenes de la localidad se denominaba Paso de los Dragones.

## Población
De acuerdo al censo de 2011 la población de Plácido Rosas es de 415 habitantes.
| 379           | 428 | 387 | 402 | 459 | 415 |
| (Fuente: INE) |     |     |     |     |     |